# جنگ ثروت
«جنگ ثروت» (انگلیسی: Daulat Ki Jung, اردو: دولت کی جنگ) فیلمی زبان هندوستانی است که در سال ۱۹۹۲ منتشر شد. از بازیگران آن می‌توان به عامر خان و جوهی چاولا اشاره کرد.